# Penta-Acquatella
Penta-Acquatella (korziško A Penta è Acquatella) je naselje in občina v francoskem departmaju Haute-Corse regije - otoka Korzika. Leta 1999 je naselje imelo 40 prebivalcev.

## Geografija
Kraj leži v severnem delu otoka Korzike 39 km južno od središča Bastie.

## Uprava
Občina Penta-Acquatella skupaj s sosednjimi občinami Bigorno, Campile, Campitello, Canavaggia, Crocicchia, Lento, Monte, Olmo, Ortiporio, Prunelli-di-Casacconi, Scolca in Volpajola sestavlja kanton Alto-di-Casaconi s sedežem v Campitellu. Kanton je sestavni del okrožja Corte.